# August Witte (Politiker)
August Witte (* 19. Mai 1890 in Deblinghausen; † 10. Juni 1968 in Nienburg/Weser) war ein deutscher Politiker (DP). Er war von 1951 bis 1955 Abgeordneter im Landtag von Niedersachsen.

## Leben
Witte besuchte die Volksschule und machte danach eine Landwirtschaftslehre samt zweijährigem Fachschulbesuch. Er war Soldat im Ersten Weltkrieg und war ab 1918 selbständiger Landwirt in Steyerberg. Von 1929 bis 1933 war er Mitglied des Hannoverschen Provinziallandtages. Nach Ende der Zeit des Nationalsozialismus wurde er 1948 Vorsitzender der DP in Nienburg. Von 1949 bis 1964 war er Landrat des Kreises Nienburg. In der zweiten Wahlperiode war er von 1951 bis 1955 Mitglied des Niedersächsischen Landtages.